# Сушко, Юрий Андреевич
Юрий Андреевич Сушко (род. 1980, Херсонская область, Украинская ССР, СССР) — российский серийный убийца, совершивший 5 убийств в период с 12 октября 2013 года по июль 2015 года на территории города Узловая (Тульская область) на почве личных неприязненных отношений. Жертвами Юрия Сушко становились представители маргинального слоя общества, которые подвержены большой виктимности. Трупы своих жертв он после совершения убийств сжигал. Также он подозревался в каннибализме, однако доказательств этому впоследствии найдено не было. В 2017 году Юрий Сушко был приговорён к пожизненному лишению свободы. Известен под прозвищем «Бомж-убийца».

## Биография

### Детство и юность
Юрий Сушко родился в 1980 году на территории Херсонской области. Детство и юность провел в социально неблагополучной обстановке. Когда Юрию исполнился год, его родители развелись. Вскоре после этого мать Юрия вышла замуж за другого мужчину и они переехали в город Тверь, где обзавелись скотиной и занимались сельским хозяйством. Согласно свидетельствам Юрия Сушко, на его психоэмоциональное состояние сильно повлияло убийство его матери, которое совершил его отчим в 1987 году. Сушко утверждал, что отчим ударил его мать топором по голове. После того как она упала, он отрубил ей голову, выбежал на улицу, сел на мотоцикл и уехал в ближайший отдел милиции, где чистосердечно признался в совершенном убийстве. После окончания расследования, за Юрием приехал его родной отец, который забрал его с собой и увез обратно в Херсонскую область. К тому времени его отец также повторно женился на одной из местных женщин, которая в браке родила ему еще двух детей. После убийства матери, Юрий стал демонстрировать признаки психического расстройства. Он демонстрировал девиантное и агрессивное поведение по отношению к своей мачехе и другим людям в округе. Из-за многочисленных конфликтов в семье, Юрий начиная с возраста 8 лет стал систематически сбегать из дома. В том же возрасте, согласно утверждению Юрия, он стал увлекаться табачными изделиями и алкогольными напитками, после чего его отец, не выдержав, отправил его в интернат для умственно отсталых. Оказавшись в этом учреждении, Юрий начал проявлять агрессию по отношению к другим воспитанникам интерната, вследствие чего вскоре заработал репутацию хулигана и одного из самых опасных детей в учреждении. Сушко утверждал, что у него в тот период были выявлены проблемы с импульсивностью и самоконтролем, вследствие чего избить девочку из-за хлеба в столовой или ударить одноклассника кирпичом были для него обычным делом. После многочисленных случаев избиения других детей в начале 1990-х годов Юрия направили в психиатрическую клинику для проведения судебно-медицинской экспертизы, по результатам которой ему был поставлен диагноз шизофрения. В 1994 году в возрасте 14 лет Юрий впервые был арестован за совершении кражи. Отбыв уголовное наказание в учреждении для несовершеннолетних преступников, он вышел на свободу, однако после освобождения продолжил вести маргинальный и криминальный образ жизни, вследствие чего в дальнейшие годы неоднократно еще подвергался уголовной ответственности за совершение краж. Сушко утверждал, что во время отбытия уголовных наказаний на территориях исправительных колоний он пользовался авторитетом и уважением со стороны других осужденных. Несмотря на это, будучи в тюремном заключении он не гнушался употреблять наркотические средства, такие как героин, амфетамин и ряд других в виде таблеток. В период употребления наркотиков Сушко не отличался осторожностью, вследствие чего к моменту последнего ареста в 2015 году он имел серьезные проблемы со здоровьем. У него были диагностированы гепатит C, ВИЧ-инфекция и туберкулез. В начале 2010 года Юрий Сушко был арестован на территории Тульской области по обвинению в совершении кражи. 28 апреля того же года Веневским районным судом Тульской области он был признан виновным, после чего суд назначил ему уголовное наказание в виде 3 лет и 5 месяцев лишения свободы. Отбыв уголовное наказание, Юрий вышел на свободу 18 июля 2013 года, после чего переехал в город Узловая.

Из протокола допроса Юрия Сушко: 
Я только вышел из новомосковской колонии. Ехать мне было некуда: на Украине уже был конфликт, в России тоже дома нет. Поехал куда глаза глядят – в Узловую. Моя алкоголичная душа требовала выпить. Я быстро нашел, где можно купить самогон.

### Убийства
Приехав в Узловую, Юрий Сушко поселился в одном из домов практически заброшенного садового некоммерческого товарищества под названием «8 марта». 12 октября 2013 года, приобретя литр самогона, Сушко познакомился с бездомным по имени Владимир Смирнов, который проживал в одном из домов этого же самого садового товарищества. Сушко утверждал, что во время совместного употребления самогона между ними завязалась ссора по поводу татуировок Сушко. Смирнов, испытывавший неприязнь к лицам, подвергавшимся уголовной ответственности, совершил нападение на Юрия, когда тот признался в том, что был судим. Во время драки Сушко схватил обрезок стальной трубы и не менее 5 раз ударил Смирнова по голове, нанеся ему черепно-мозговую травму, от последствий которой он скончался. Проявив смекалку, Юрий Сушко решил инсценировать убийство Смирнова как его гибель во время пожара из-за непотушенной сигареты, после чего поджег матрас с телом Смирнова. Расчет Сушко оправдался практически полностью. Тело Смирнова не успело сгореть, но его голова и руки получили сильные ожоги, вследствие чего судмедэксперт не смог установить точную причину смерти мужчины, и его посчитали погибшим в результате несчастного случая.
Через несколько дней после приезда в Узловую Юрий познакомился с Ольгой Беловой, которая также являлась лицом без определенного места жительства. До знакомства с Сушко Белова имела семью, но после пожара, во время которого у нее сгорел дом и погиб муж, она начала увлекаться алкогольными напитками и вести маргинальный образ жизни. После знакомства Сушко и Белова стали сожительствовать. Из-за отсутствия документов и наличия множества судимостей Юрий не смог устроиться на постоянную работу, вследствие чего зарабатывал на жизнь мелкими кражами и случайными заработками. Согласно его свидетельствам, в какой-то момент он заметил, что Ольга стала воровать у него деньги. После кражи полутора тысяч рублей 22 января 2015 года Сушко жестоко избил женщину деревянной палкой, нанеся ей не менее 15 ударов. У женщины были диагностированы переломы 6-8 ребер справа по заднеподмышечной линии, перелом в нижней трети локтевой кости слева, перелом 4 пястной кости правой кисти, множественные кровоподтеки лица, верхних и нижних конечностей, ссадины на верхних и нижних конечностях. Повреждения были квалифицированы как вред здоровью средней тяжести. Белова после избиения некоторое время проходила назначенный ей курс лечения в местной больнице, а в отношении Юрия было возбуждено уголовное дело. Несмотря на это, после выписки из больницы Ольга вернулась к Сушко.
В этот период знакомые характеризовали обвиняемого как человека с девиантным поведением. Будучи в состоянии алкогольного опьянения, Сушко начинал крестить деревья, показывать приемы карате и танцевать посреди улицы, раздевшись по пояс. Однажды, также находясь в состоянии алкогольного опьянения, Юрий начал толкать железнодорожный состав.
Второй жертвой Сушко стал Владимир Антипов — знакомый Ольги Беловой, которого он убил в 2014 году. Его они однажды встретили, когда возвращались с прогулки, во время которой приобрели самогон. Встретив Антипова, Ольга предложила взять его с собой, на что Юрий ответил согласием. Позже вечером во время распития самогона между мужчинами произошел конфликт.

Из протокола допроса Юрия Сушко:
Антипов начал вспоминать, что Белову мужики по кустам таскали. Я ему тогда сказал, чтобы он уходил и больше на глаза не попадался. Он бросился на меня с кулаками.
В ходе драки Антипов и Сушко оказались на улице. Схватив лопату, Сушко не менее 5 раз ударил ей Антипова по голове и в область грудной клетки, нанеся ему черепно-мозговую травму, множественные дефекты костей лицевого и мозгового отдела черепа, линейные переломы костей свода черепа и верхней челюстной кости, переломы 2, 4-6 ребер справа, от последствий которых он скончался. После того как стало известно, что Владимир Антипов умер, Юрий Сушко попытался расчленить его тело, но сумел отделить только голову.

Из показаний Сушко:
Я решил спрятать его по частям: сначала отделил ножовкой голову. Тяжело было, и поэтому попросил Ольгу держать ее. Больше ничего отрезать не стал. Голову убрал в пакет и выбросил в кусты, тело – в канаву рядом с колодцем.
Через несколько дней по округе распространился трупный запах, вследствие чего одна из местных женщин предложила Сушко установить его причину, после чего Юрий рассказал ей, что в кустах обнаружил мертвую собаку. После совершения убийства Антипова Сушко сжег черенок от лопаты, которой его убил, а ножовку и саму лопату сдал в металлолом.
Третьей жертвой Сушко стала его сожительница Ольга Белова, которую он убил в один из дней в период с 9 по 31 мая 2015 года.

Сушко так впоследствии описывал обстоятельства совершения убийства Ольги:
Как-то мы с ней сидели, выпивали, и я ей начал говорить, что если ей нужны деньги, то пусть лучше подойдет и скажет, чем ворует. Она начала говорить, что уйдет от меня и расскажет, что я убил Антипова.
После того, как Белова стала шантажировать Юрия, он совершил на нее нападение, в ходе которого забил ее до смерти, нанеся ей около 40 ударов руками и ногами в жизненно-важные органы: голову, грудь, живот, шею, туловище, а также по конечностям, после чего труп сжег.

Из протокола допроса Юрия Сушко:
Я подошел к этому вопросу так: нету тела – нету дела. После первого избиения меня бы сразу заподозрили, поэтому я решил избавляться от нее. Чтобы убрать труп, взял бензин, обложил палками и поджег. Всю ночь подкладывал бревна и бутылки. Так она горела до утра. Я пил самогонку и размешивал костер. Потом оставшиеся кости втоптал в землю. Место следователям сам показал, чтобы не вводить в заблуждение.
Четвертой жертвой Юрия стал местный житель по имени Игорь Миронов, который демонстрировал признаки психического расстройства. По словам матери Миронова, Игорь неоднократно пытался избавиться от православных атрибутов в их доме, выбрасывал иконы, а ее — избивал. Согласно показаниям Юрия, это убийство он совершил из-за разногласий на религиозной почве. По словам Сушко, в период с 4 июня по 1 июля 2015 года он встретил его у магазина и предложил выпить. Скинувшись, они купили спирт, который распили недалеко от магазина за гаражами. Сушко утверждал, что Миронов после того, как у них закончился спирт, заявил ему, что недавно заработал 100 000 рублей обманным путем, после чего они решили продолжить совместное распитие алкогольных напитков на деньги Миронова.

Из показаний Юрия Сушко: 
Он предложил пойти к нему за картой домой. Пока Игорь ходил за ней, я ждал на улице. Потом мы закупили три бутылки водки, еду и сигареты. Я позвал его на дачу. Пожарив окорочка, начали говорить «за жизнь». Но беседа в дружеском ключе продолжалась ровно до тех пор, пока Миронов не увидел  иконки. Он стал говорить, чтобы я выбросил их. Я пытался его успокоить, но он начал издавать какие-то странные звуки, говорить, что сейчас придет дьявол.
По словам Сушко, словесный конфликт перешел в драку, во время которой Миронов кричал, что дьявол подходит. Ощутив исходящую от него опасность, Юрий Сушко, вооружившись деревянным бруском, забил его на смерть. Труп убитого Сушко сбросил в кусты, присыпав его различным мусором. О совершенном убийстве Юрий рассказал нескольким своим знакомым, но они ему не поверили и не стали обращаться в полицию.
Последней жертвой Юрия Сушко стал Владимир Королев. Убийство Королева произошло в период с 5 июня по 31 июля 2015 года. Сушко утверждал, что пригласил его к себе на дачу выпить, покушать и просто пообщаться. Во время распития алкогольных напитков, выяснилось, что Королев, как и Сушко, ранее подвергался уголовной ответственности и был судим. В какой-то момент, согласно свидетельствам Юрия, между ними произошел конфликт, так как Королев неожиданно стал обвинять его в том, что Юрий и другие осужденные подвергали его издевательствам в исправительной колонии.

Из протокола допроса Сушко: 
Он начал спрашивать: «Почему вы так ко мне относитесь: заставляете носки стирать и туалеты убирать?» А я не понимал тогда, о чем он говорит и к чему. Уже позже я узнал, что он сидел в новомосковской колонии и был там за женщину.
Вскоре конфликт перерос в драку, в ходе которой Юрий Сушко забил Королева до смерти кирпичом. После совершения убийства он расчленил труп Владимира Королева. Его ноги он бросил в костер, а торс и другие останки перетащил в соседний заброшенный дом, где засыпал различным мусором.

### Арест, следствие и суд
Юрий Сушко был арестован днем 22 октября 2015 года, причем его арест был оформлен как явка с повинной. Сушко арестовал оперуполномоченный УВД Узловского района Денис Казаков. Согласно свидетельствам Казакова, с Сушко он был знаком, так как ранее неоднократно доставлял его в отдел полиции за нарушение общественного порядка.

Из показаний Дениса Казакова: 
Мы с напарником пошли к Юрию на дачи, чтобы опросить. Он нам встретился по дороге. Мы попросили пройти его с нами в отдел, начали спрашивать по тому убийству и по пропавшему Миронову. Тогда Сушко сказал, что тех не убивал, и завил, что его – другие. Мы были очень удивлены, когда он предложил написать явку с повинной.
В явке с повинной Сушко признался в совершении убийств Игоря Миронова, Владимира Антипова и Ольги Беловой. Юрий Сушко утверждал, что почти все убийства совершил вследствие самообороны и сравнил себя с узбеком Сирожиддином Шерилевым, который совершил массовое убийство 5 человек, трое из которых были детьми на Косой Горе.

Из протокола допроса Сушко:
Я устал всю жизнь подставлять вторую щеку и жить по законам Божьим. Я дрался с мужиками, они могли защищаться. Это были не дети, которых убивал Шералиев.
После ареста Сушко под конвоем был доставлен на места совершения убийств для проведения следственного эксперимента, целью которого было воспроизведение опытным путём действий, обстановки и других обстоятельств, связанных с убийствами. Во время проведения экспериментов Юрий Сушко показал, где он и кого убивал, а также указал места, где были спрятаны им останки убитых им людей. Так как на останках некоторых жертв отсутствовали мышечные ткани, его вскоре стали подозревать в каннибализме, однако факт каннибализма Сушко не признал.
Незадолго до открытия судебного процесса Юрий Сушко по ходатайству его адвокатов был направлен в одну из психиатрических клиник для проведения судебно-медицинской экспертизы для установления степени его вменяемости. Несмотря на то, что в детстве Сушко был поставлен диагноз шизофрения, по результатам судебно-медицинской экспертизы в 2016 году он был признан вменяемым, хотя у него и были выявлены признаки расстройства личности смешанного типа.
Судебный процесс изобиловал множеством эксцентричных выходок Юрия Сушко, который пребывал на всех судебных заседаниях в позитивном настроении и давал абсурдные показания. На одном из судебных заседаний он отказался от своих признательных показаний в деле убийства своей первой жертвы Владимира Смирнова. По словам Сушко, его признательные показания об убийстве Владимира — лишь услуга, которую он оказал сотрудникам полиции, ведь «чем больше трупов — тем лучше».

Из речи Юрия Сушко на судебном процессе: 
Я сказал, что он «мой», чтобы вам хорошо было. Остальные четверо – мои. Я признался в том, что убил их, чтобы их родственники не ждали, что они когда-нибудь вылезут из помойки.
Однако на следующем заседании Сушко снова изменил показания и на этот раз заявил, что Владимир Смирнов был убит им. Свое решение в очередной раз изменить показания он аргументировал результатами т. н. психологического эксперимента, который он якобы проводил над всеми участниками судебного процесса, после чего поставил им всем диагноз.

Из речи Юрия Сушко: 
У вас профессиональная шизофрения. Как только я сказал, что не убивал, все сразу начали записывать. Вы больны!

На одном из заседаний адвокат Сушко поинтересовалась у него на счет частоты проявления его девиантного поведения, на что он ответил: 
Необычно для меня то, что я знаю, что будет в 2040 году. Необычно то, что у прокурора и судьи фамилии начинаются с буквы «б». Я знаю, как решить проблему на Украине и как написать книгу жизни. Я поэтому и убил, чтобы вы посадили меня на пожизненный срок в тюрьму, где я смог бы ее написать. Я совершил преступление перед обществом, но не богом. Ему я сам все объясню. Мне все равно куда идти – на пожизненное или лечиться. Мне три года осталось жить.
На одном из последних судебных заседаний Юрий Сушко передал судье свое заявление на отказ от украинского гражданства и попросил российский паспорт.
Сушко утверждал, что получение Российского гражданства поможет ему в будущем устроиться на работу на колонии особого режима и выплачивать компенсацию по гражданским искам, однако судья заявила ему о том, что суд не принимает решение о выдаче паспортов и посоветовала ему обратиться в миграционную службу по поводу получения гражданства.
В конечном итоге Юрий Сушко был признан виновным в совершении 5 убийств, после чего 17 июля 2017 года Тульский областной суд назначил ему уголовное наказание в виде пожизненного лишения свободы.

Сушко согласился с вынесенным ему приговором и в качестве последнего слова заявил следующее:
Какая разница, куда мне ехать? Я домой приехал, в тюрьму, - заявил он, - Мне здесь проще жить, а не на свободе с обществом, которое отворачивается. Может, вы видели фильм «Хочу в тюрьму»? Я как герой того кино. Я устал всю жизнь подставлять вторую щеку и жить по закона Божьим.